# Denis Suárez
Artikeln följer den spanska namnseden; faderns efternamn är Suárez och moderns efternamn Fernández.
Denis Suárez Fernández, född 6 januari 1994 i Salceda de Caselas, är en spansk fotbollsspelare som spelar för Celta Vigo.

## Karriär
Den 30 januari 2019 lånades Suárez ut till Arsenal på ett låneavtal över resten av säsongen 2018/2019. Med en köpoption på 20 miljoner euro. Den 30 juni 2019 värvades Suárez av Celta Vigo.

## Meriter

### FC Barcelona
- La Liga: 2017/2018, 2018/2019
- Spanska cupen: 2016/2017, 2017/2018
- Spanska supercupen: 2016, 2018